# In Winds, in Light
In Winds, in Light från 2004 är ett musikalbum med Anders Jormin och Lena Willemark.

## Låtlista
Alla musik är skriven av Anders Jormin.
1. Vårstäv – 1:10
2. Introitus – 1:36
3. Sång 80 (text: Harry Martinson) – 6:08
4. Choral (text: Anders Jormin) – 8:28
5. In Winds (text: Anders Jormin) – 3:02
6. Sandstone – 2:01
7. Allt (text: Lotta Olsson Anderberg) – 6:37
8. Soapstone – 2:10
9. Gryning (text: Anders Jormin) – 3:31
10. Each Man (text: William Blake) – 0:53
11. Transition – 1:10
12. Flying – 3:10
13. Sommarorgel (text: Johannes Edfelt) – 4:49
14. Love Song (text: Anders Jormin) – 6:33
15. Limestone – 1:27
16. En gång (text: Pär Lagerkvist) – 8:50

## Medverkande
- Anders Jormin –bas
- Lena Willemark – sång (spår 1, 3–5, 7, 9, 10, 13, 14, 16)
- Karin Nelson – kyrkorgel
- Marilyn Crispell – piano
- Raymond Strid – slagverk